# Robert Van Damme
Robert Van Damme, pseudonimo di Robert Kovařík (11 agosto 1969), è un ex attore pornografico ed ex regista pornografico ceco, che ha lavorato esclusivamente nel campo della pornografia gay.

## Biografia
Con un passato da giocatore di hockey su ghiaccio professionista, ha militato in prima divisione con la LHK Jestřábi Prostějov, squadra di Prostějov.

### Problemi giudiziari
In Repubblica Ceca è stato a capo di una banda criminale locale, responsabile di una serie di rapine e furti. Tra i crimini di cui è accusato; nel marzo del 2000 ha assaltato un blindato che trasferiva denaro da una banca, l'autista è stato colpito alla testa e al petto e la banda è riuscita a rubare 2,3 milioni di corone. Nel 2003, con un mandato di arresto a livello europeo in sospeso, è fuggito negli Stati Uniti. Nel 2006 è stato condannato in contumacia da un tribunale di Brno a 10 anni, che ha emesso un mandato di arresto internazionale. Nel 2008 è stato nuovamente condannato a 10 anni dal tribunale di Ostrava. La polizia statunitense ha arrestato Van Damme due volte, la prima per la violenza domestica nel maggio 2010, e una seconda volta nel luglio 2012.
Sulla testa di Kovařík (questo il suo vero nome) pendeva un mandato di cattura internazionale emesso dal Tribunale regionale di Brno per i reati di rapina, furto e danni penali in complicità con il danno subito di oltre cinque milioni di corone, diventando tra i dieci criminali cechi più ricercati. Nel maggio 2013 è stato estradato e torna nella Repubblica Ceca. Nel marzo 2014 viene condannato a nove anni di reclusione.

### Carriera pornografica

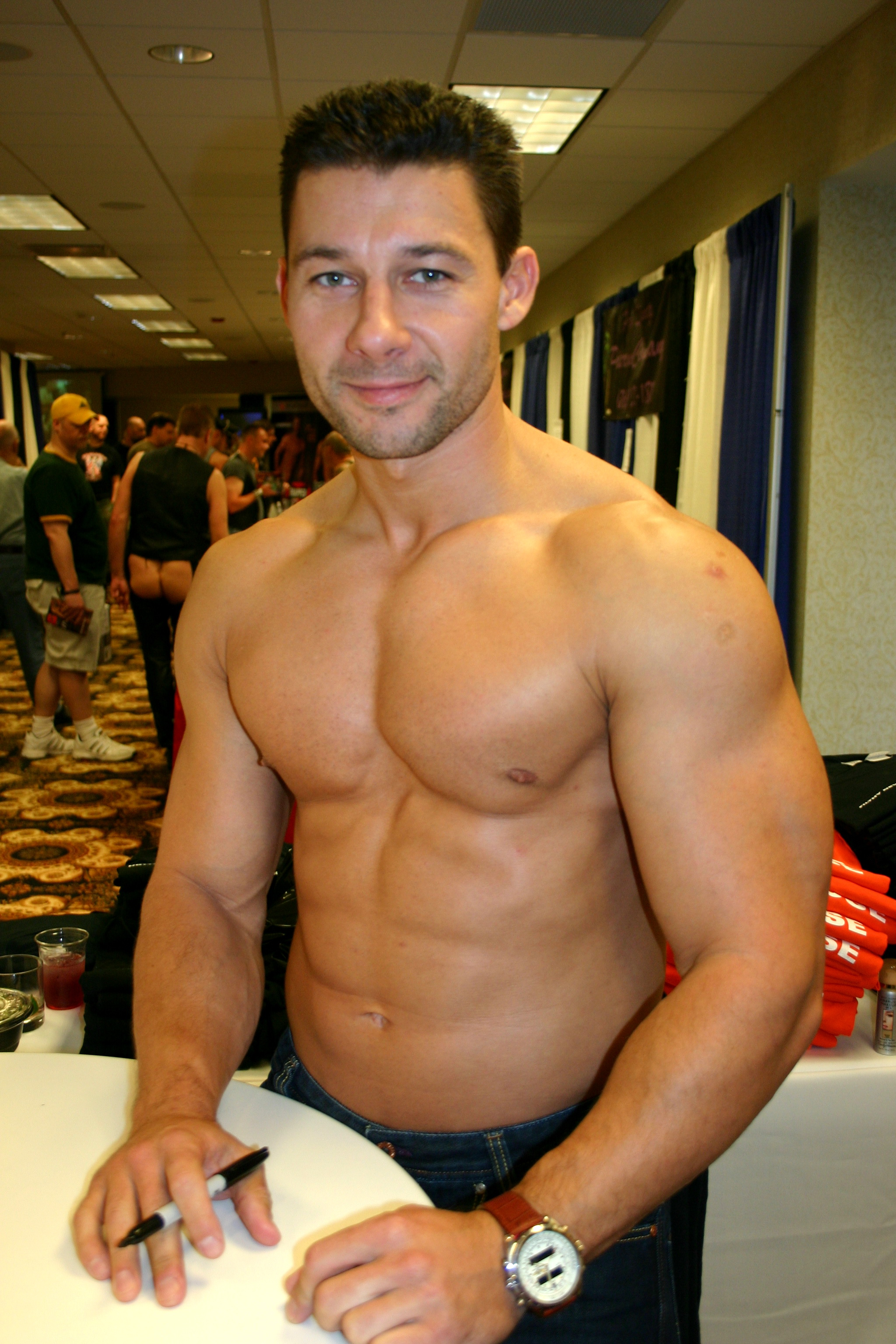
Robert Van Damme nel 2006

Nel 2003 emigra negli Stati Uniti dove viene scoperto dal regista Blue Blake. Debutta nel 2004 con il film Musclemen Moving Company, Inc., grazie a questo film si fa notare da altre case di produzione, lavora nei film The Hunted e Beefcake per i Falcon Studios e successivamente viene messo sotto contratto dalla Hot House Entertainment. Dal 2004 ad oggi ha partecipato a numerosi film ricoprendo sempre il ruolo di attivo. Van Damme diviene noto per il suo fisico muscoloso e privo di peli e per il suo pene non circonciso di 20 cm.
Appassionato di fitness, sul suo sito ufficiale, oltre trovare la sua filmografia, gallerie fotografiche ed interviste, si trovano suggerimenti dietetici e nutrizionali per la cura del corpo. Nel tempo libero lavora come personal trainer in palestre locali.
Dopo la fine del contratto con Hot House ha lavorato in alcune produzione della David Forest Entertainment. Nel 2009 viene introdotto nella Wall of Fame ai Grabby Awards per il suo contributo al settore pornografico, nello stesso anno passa dietro la macchina da presa e fonda una sua casa di produzione, la RVD Productions. La prima produzione realizzata è Private Party, primo capitolo di una trilogia hard che si conclude con Private Party 3, dove Van Damme ricopre per la prima volta il ruolo di passivo al fianco del collega Tyler Saint.

## Riconoscimenti

### Vinti
- Grabby Award - Wall of Fame nel 2009

### Candidature
- Grabby Award 2007 – Best Cum Scene in Trunk 2
- GayVN Award 2008 – Best Sex Scene in Hungry4sex 2

## Filmografia

### Attore
- Cowboy Rides Again (2004)
- Musclemen Moving Company, Inc. (2004)
- Cock Scene Investigators (2005)
- Hard Mechanics 2 (2005)
- Hunted (2005)
- Service for 10 (2005)
- Young Gods (2005)
- At Your Service (2006)
- Beefcake (2006)
- Black (2006)
- Black-N-Blue (2006)
- Bodybuilders' Jam 14 (2006)
- Full Throttle (2006)
- Justice (2006)
- Justice: Hardcore Director's Cut (2006)
- Trunks 2 (2006)
- Alex Collack Collection (2007)
- Bodybuilders' Jam 25 (2007)
- Hungry 4 Sex 2 (2007)
- Jason Ridge Collection (2007)
- Muscle Pit (2007)
- Muscle Voyeur (2007)
- Anal Intruder (2009)
- Butt Bouncers (2009)
- Cocks in Paradise (2009)
- Private Party (2009)
- Private Party 3 (2009)
- Dirty Muscle (2010)
- Francesco D'Macho Collection (2010)
- Whorrey Potter And The Sorcerer's Balls (2010)
- All Star Studs (2011)
- Cum Guzzlers (2011)
- Executives: Gentlemen 3 (2011)
- Perverts (2011)
- Big Dicks at School 3 (2012)
- Jizz Orgy (2012)
- Real Escorts Of America (2012)
- Str8 to Gay 5 (2012)
- Uncut Fuckers (2012)
- XX Years of XXX: Hot House (2013)
- What a Lad Wants (2014)

### Regista
- Butt Bouncers (2009)
- Cocks in Paradise (2009)
- Private Party 3 (2009)
- Real Escorts Of America (2012)